# Anne Levy (Politikerin)

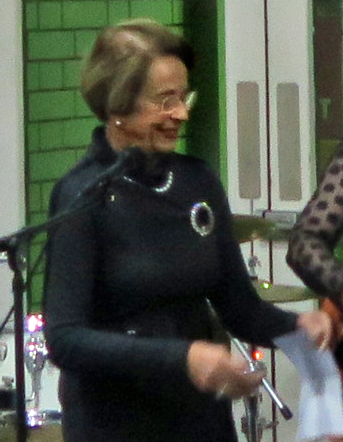
Anne Levy (2018)

Hon. Judith Anne Winstanley Levy, AO (* 29. September 1934 in Perth, Western Australia) ist eine ehemalige Politikerin der Australian Labor Party (ALP), die unter anderem zwischen 1975 und 1997 Mitglied des South Australian Legislative Council sowie mehrmals Ministerin war. Sie war 1986 bis 1989 Präsidentin des Legislativrates und bekleidete damit sowohl als erste sowie bislang einzige Frau und ferner als erste ALP-Politikerin dieses Amt.

## Leben
Judith Anne Winstanley Levy absolvierte zunächst ein grundständiges Studium an der University of Adelaide, welches sie mit einem Bachelor of Science (BS) beendete. Ein darauf folgendes dortiges postgraduales Studium der Naturwissenschaften schloss sie mit einem Master of Science (MS) ab und unterrichtete zwischen 1965 und 1975 als leitende Tutorin für Genetik an der University of Adelaide. Im Anschluss begann sie nach dem Tode ihres Ehemannes Keith Barley, mit dem sie seit 1957 verheiratet war, ihre politische Laufbahn in der Australian Labor Party (ALP). Am 12. Juli 1975 wurde sie als erste Frau für die ALP zum Mitglied des South Australian Legislative Council gewählt, des Oberhauses des Parlaments von South Australia, und gehörte diesem 22 Jahre lang bis zum 10. Oktober 1997 an. Zu Beginn ihrer Parlamentszugehörigkeit wurde sie am 24. Mai 1979 Mitglied des Gemeinsamen Ausschusses für nachgeordnete Gesetzgebung (Joint Committee on Subordinate Legislation).
Als Nachfolgerin von Arthur Whyte von der Liberal Party of Australia übernahm Anne Levy am 11. Februar 1986 das Amt als Präsidentin des Legislativrates und bekleidete dieses bis zum 13. April 1989, woraufhin ihr Parteifreund Gordon Bruce diesen Posten übernahm. Sie bekleidete damit sowohl als erste sowie bislang einzige Frau und ferner als erste ALP-Politikerin dieses Amt.
Im Anschluss wurde Anne Levy in die Regierung von Premierminister John Bannon berufen und war in dieser zwischen dem 20. April 1989 und dem 28. Februar 1991 Ministerin für Kunst (Minister for the Arts) sowie zugleich vom 20. April 1989 bis zum 10. Januar 1991 Ministerin für Kommunalverwaltung (Minister of Local Government). Im Zuge einer Kabinettsumbildung übernahm sie des Weiteren vom 14. Dezember 1989 bis zum 4. September 1992 das Amt als Ministerin für staatliche Dienste (Minister of State Services), zwischen dem 19. Januar 1991 und dem 4. September 1991 als Ministerin für Beziehungen zur Kommunalverwaltung (Minister for Local Government Relations) sowie zudem vom 28. Februar 1991 bis zum 4. September 1992 als Ministerin für Kunst und kulturelles Erbe (Minister for the Arts and Cultural Heritage). In der darauf folgenden Regierung von Premier Lynn Arnold fungierte sie zwischen dem 4. September und dem 1. Oktober 1992 anfangs weiterhin als Ministerin für staatliche Dienste und als Ministerin für Beziehungen zur Kommunalverwaltung sowie vom 4. September 1992 bis zum Ende von Arnolds Amtszeit am 14. Dezember 1993 auch erneut als Ministerin für Kunst und kulturelles Erbe. Nach einer Umbildung der Regierung Arnold bekleidete sie ferner zwischen dem 1. Oktober 1992 und dem 14. Dezember 1993 die Posten als Ministerin für Verbraucherangelegenheiten (Minister of Consumer Affairs) und als Ministerin für den Status der Frau (Minister for the Status of Women). Nach der Niederlage der ALP bei der Wahl vom 11. Dezember 1993 und der damit verbundenen Opposition war sie zuletzt vom 18. Mai 1994 bis zum 1. Dezember 1997 noch Mitglied des Prüfungsausschusses für gesetzliche Behörden (Statutory Authorities Review Committee). Am 20. November 1997 wurde ihr der Höflichkeitstitel The Honourable verliehen.
Anne Levy war von 2000 bis 2005 Honorarkonsulin von Frankreich in Südaustralien. Am Ende ihrer Amtszeit wurde sie von der französischen Regierung zum Ritter der Ehrenlegion ernannt. Für ihre Verdienste wurde ihr am 1. Januar 2001 anlässlich des 100-jährigen Bestehens des Australischen Bundes die Centenary Medal verliehen. Für herausragende Verdienste um das Parlament von Südaustralien, ihren Beitrag zur Reform der Sozialpolitik und die Unterstützung der Förderung von Frauen, der darstellenden und bildenden Künste sowie der Hochschulbildung wurde sie darüber hinaus im Zuge des Australia Day am 26. Januar 2011 zum Officer des Order of Australia (AC) ernannt.

## Hintergrundliteratur
- Parliament of South Australia: Statistical Record of the Legislature 1836–2007 (Memento vom 11. März 2019 im Internet Archive)
- Robert Martin: Responsible Government in South Australia, Band 2, Wakefield Press, 2009, ISBN 978-1-8625-4-8442, S. 83 f. (Onlineversion (Auszug))